# Néstor Perlongher
Néstor Osvaldo Perlongher (Avellaneda, 25 de dezembro de 1949 — São Paulo, 26 de novembro de 1992) foi um antropólogo, poeta e anarquista argentino, migrado para o Brasil em 1982.

## Biografia
Néstor Perlongher foi um militante anarquista. Na década de 1970, ainda estudante, foi um dos iniciadores do movimento pelos direitos dos homossexuais na Argentina.
Em 1982 migrou para o Brasil. Obteve o título de mestre em Antropologia Social na Universidade Estadual de Campinas (Unicamp) em 1986. Como antropólogo publicou a obra O negócio do michê: prostituição viril em São Paulo, na qual analisa as estruturas etnográficas do mercado de sexo na capital paulista e os grupos sociais envolvidos.
Morreu na cidade de São Paulo, por complicações decorrentes de AIDS, em 1992.

## Obra

### Poesia
- Austria-Hungría (Buenos Aires, Tierra Baldía, 1980)
- Alambres (Buenos Aires, Último Reino, 1987; Prêmio "Boris Vian" de Literatura Argentina)
- Hule (Buenos Aires, Último Reino, 1989)
- Parque Lezama (Buenos Aires, Sudamericana, 1990)
- Aguas aéreas (Buenos Aires, Último Reino, 1990)
- El cuento de las iluminaciones (Caracas, Pequeña Venecia, 1992)
- Poemas completos (postmortem, Buenos Aires, Planeta, 1997)

### Prosa
- El fantasma del SIDA (Buenos Aires, Puntosur, 1988)
- La prostitución masculina (Buenos Aires, La Urraca, 1993)
- Prosa plebeya (postmortem, Buenos Aires, Colihue, 1997)
- O que é AIDS. São Paulo: Brasiliense.

### Estudos sociais
- O negócio do michê: a prostituição viril em São Paulo. Editora Brasiliense, 1987 (2ª edição), São Paulo, 275p. Reeditado pela Editora Fundação Perseu Abramo em 2008, com novo prefácio de Richard Miskolci e Larissa Pelúcio, além de algumas notas explicativas.